# 韋西耶貢斯克區

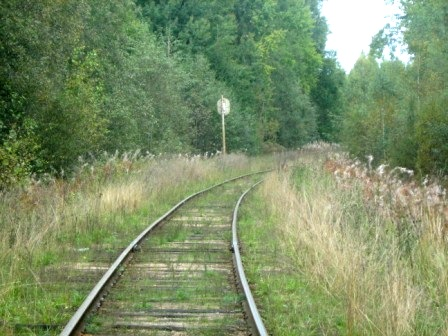

58°39′N 37°16′E / 58.650°N 37.267°E
韋西耶貢斯克區（俄语：Весьегонский район），是俄羅斯的一個區，位於該國西部，由特維爾州負責管轄，面積2,047平方公里，2010年該區人口13,481，人口密度每平方公里6.59人。